# Xã Clifford, Quận Butler, Kansas
Xã Clifford (tiếng Anh: Clifford Township) là một xã thuộc quận Butler, tiểu bang Kansas, Hoa Kỳ. Năm 2010, dân số của xã này là 276 người.